# Hedwig von Eberstein

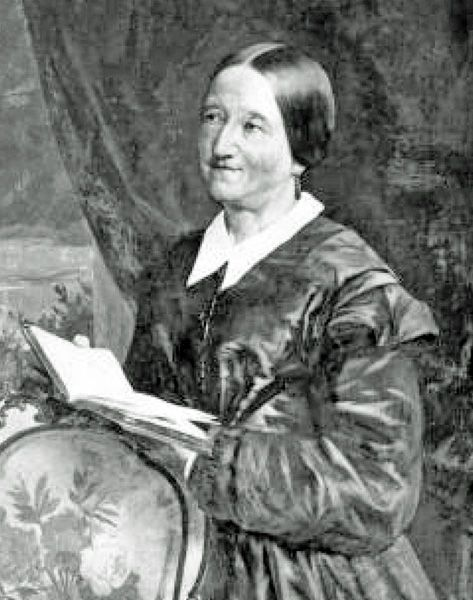
Clara Hedwig Freiin von Eberstein auf und zu Schönefeld

Clara Hedwig von Eberstein (* 2. November 1817 in Schönefeld bei Leipzig; † 10. Oktober 1900 ebenda) war eine deutsche Rittergutsbesitzerin und Stifterin.

## Leben
Hedwig von Eberstein war die Tochter des königlich großbritannischen Kapitäns der Armee Franz Botho Freiherr von Eberstein († 1841), und seiner Ehefrau Marianne Wilhelmine Rosine Elisabeth Freifrau von Eberstein geborene Schneider (1792–1849), der Erbin des Ritterguts Schönefeld bei Leipzig. Als Kind wurde sie mit einem Streckbett gegen eine kleine Rückgratverkrümmung behandelt, die aber nicht beseitigt werden konnte.
Hedwig von Eberstein blieb unverheiratet. Ihre Leidenschaft war das Reisen. Von den aus allen Erdteilen mitgebrachten natur- und völkerkundlichen Gegenständen schenkte sie einige schon zu Lebzeiten Leipziger Museen. 1849 wurde sie Alleinerbin des Guts Schönefeld; ihre ältere Schwester Franziska Ulrike Marianne war bereits tot. Im Gegensatz zu ihren Vorgängern setzte sie für die Bewirtschaftung des Guts keine Inspektoren ein, sondern ab 1851 Pächter. Außerdem ließ sie sich von fachkundigen Beratern unterstützen.

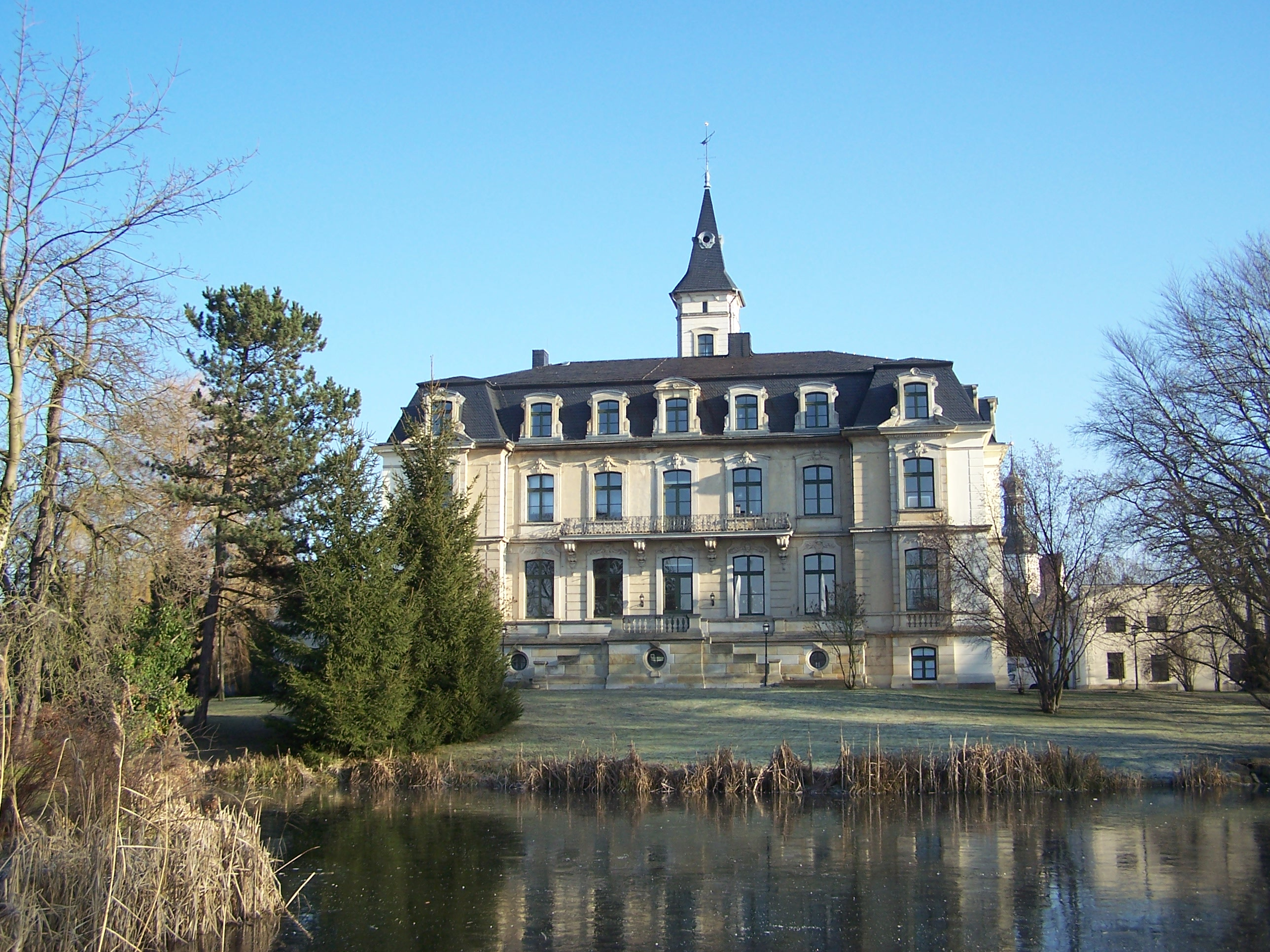
Das Schloss Schönefeld (2008)
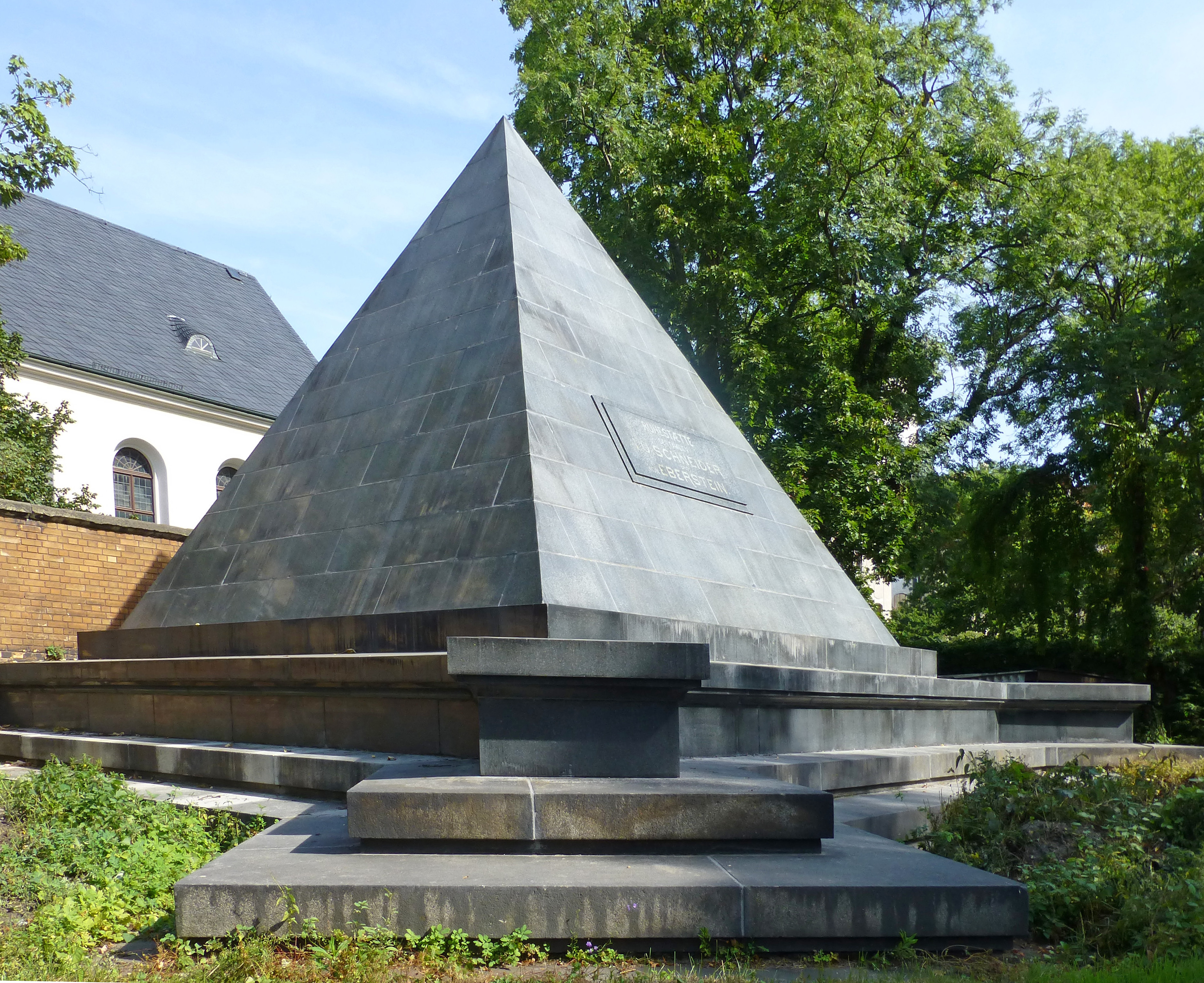
Die Grabpyramide (2012)

Während der Völkerschlacht bei Leipzig 1813 war das zum Gut gehörende und 1604 durch Georg Heinrich von Thümmel errichtete Schloss abgebrannt und bis in die 1860er-Jahre nicht wieder aufgebaut worden. Der 1871 von Hedwig von Eberstein gefasste Plan des Neuaufbaus wurde 1876 mit der Fertigstellung eines neuen Schlossgebäudes verwirklicht, das heute noch steht.
Im Zuge der Expansion Leipzigs in und nach der Gründerzeit verkaufte sie große Flächen des Guts Schönefeld an die Stadt Leipzig, auf denen die zunächst selbstständigen Gemeinden Neustadt und Neuschönefeld entstanden, die 1890 nach Leipzig eingemeindet wurden. Nach ihr beziehungsweise ihrer Mutter wurden die hier verlaufenden Straßen als  Hedwigstraße und Mariannenstraße benannt. Testamentarisch legte sie fest, dass das Gelände westlich der Lindenallee (heute Schönefelder Allee) nicht bebaut werden durfte, sodass hier 1913 der Volkspark Schönefeld entstehen konnte, der seit 1931 Mariannenpark heißt, also ebenfalls nach ihrer Mutter benannt.
1883 hatte Hedwig von Eberstein für ihre eigene Familie und diejenige ihrer Mutter durch den Leipziger Architekten Constantin Lipsius (1832–1894) südlich der Schönefelder Kirche eine Begräbnisstätte in Form einer Pyramide errichten lassen, die nach ihrer Beisetzung zugemauert wurde.

## Stiftung

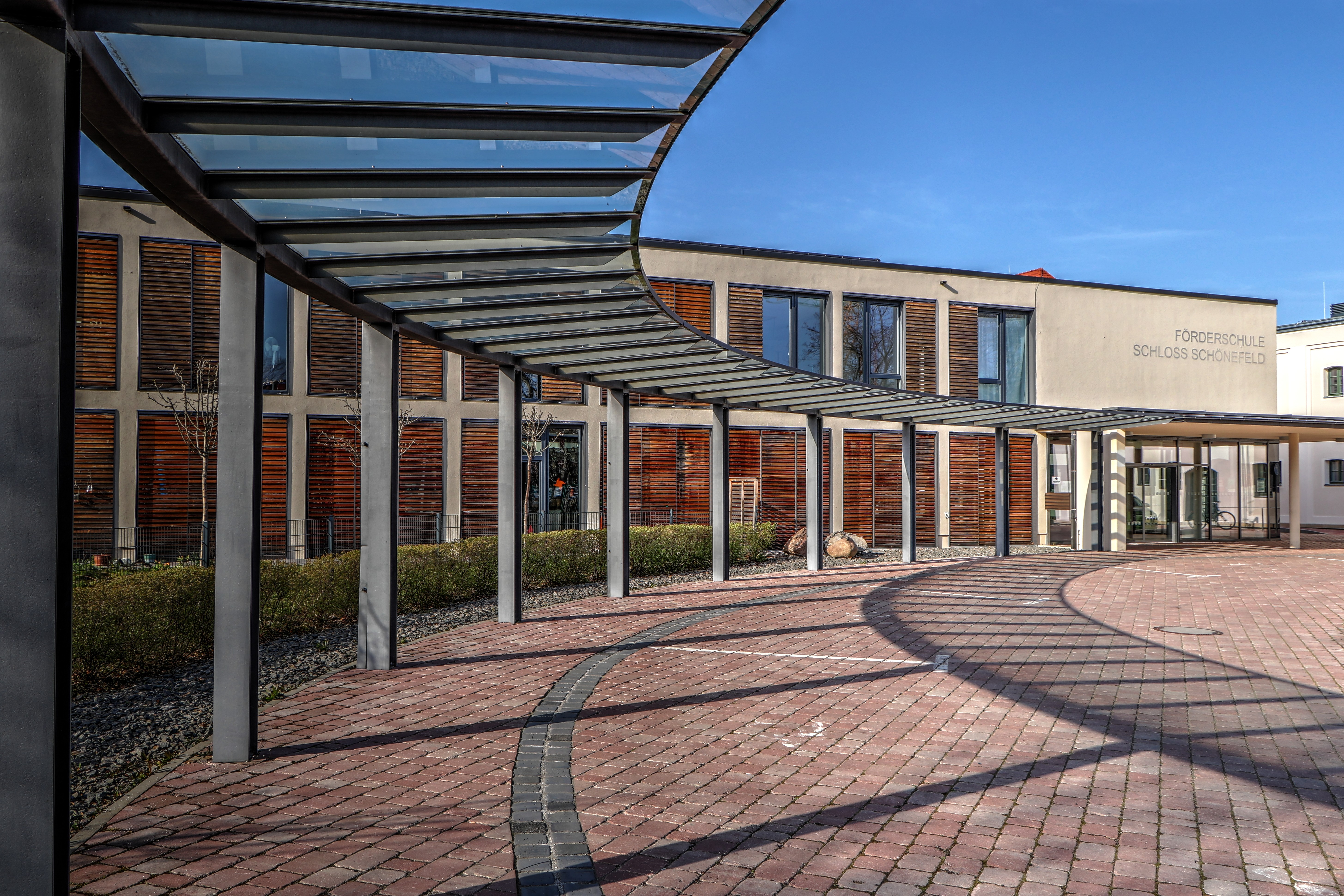
Die Förderschule Schloss Schönefeld (2020) auf der Südseite des Schlossareals

Nach einem familiären Streit, als ihr ein Neffe ein für bauliche Zwecke vorgesehenes Darlehen verweigert hatte, entschloss sich Hedwig von Eberstein 1881, ihr gesamtes Vermögen, Rittergut, Grundbesitz und 805.000 Mark nach dem Tode in eine Stiftung einzubringen. Diese sollte für die Einrichtung und den Betrieb einer Versorgungsstätte für unbemittelte Töchter hoher Zivildienstbeamter und Militärs im Schloss bestimmt sein. Sie mussten „über 30 Jahre alt (später 50), unverheiratet, gesund und unbescholten“ sein, nicht mehr als 6.000 Mark eigenes Vermögen besitzen und ihr Vater über ein festes Jahreseinkommen von mindestens 4.500 Mark verfügen. Diese Damen erhielten im Schloss freie Unterkunft, volle Verpflegung und jährlich 600 Mark Nadelgeld. Im Schloss nicht unterkommende Anwärterinnen konnten eine laufende Beihilfe erhalten. Die Stiftung erhielt nach Hedwigs Mutter den Namen „Mariannenstiftung“.
1949 wurde das Stiftungseigentum enteignet und der Stadt Leipzig übertragen, die im Schloss ein Altersheim einrichtete. 1972 kam eine Pflegestation für schwerst- und mehrfachbehinderte Kinder hinzu. 1990 musste das Schloss wegen Baufälligkeit geschlossen werden. Nach umfassender Restaurierung wurde 1994 die Förderschule Schloss Schönefeld eröffnet.